# Christmas Songs (альбом Jars of Clay)
Christmas Songs — восьмой студийный альбом американской христианской рок-группы Jars of Clay, вышедший 16 октября 2007 года с помощью лейблов Gray Matters и Nettwerk Music Group. Это первый релиз группы на недавно созданном ими импринте Gray Matters через Nettwerk Music Group. Он и первый рождественский альбом группы. Альбом получил положительные отзывы музыкальных критиков и интернет-изданий. В 2008 году альбом был номинирован на GMA Dove Awards.

## История
В 2006 году Jars of Clay начали искать новый контракт на запись, поскольку их действующий на тот момент контракт с христианским сублейблом Essential Records компании Sony BMG должен был закончиться через несколько релизов. Тогда группа решила создать свой собственный лейбл под названием Gray Matters и заключила партнёрство с лейблом и импринтом Nettwerk. Группа решила записать свой первый полноформатный рождественский альбом, чтобы дебютировать на этом лейбле. Ранее группа выпустила один рождественский мини-альбом под названием Drummer Boy, который содержал классическую рождественскую песню «The Little Drummer Boy». Группа также внесла свою оригинальную рождественскую песню «Bethlehem Town» в рождественское издание серии «City on a Hill». В 2004 году Jars появились в сборнике под названием Maybe This Christmas Tree со своей зажигательной песней «Christmas for Cowboys» вместе с такими исполнителями, как Лиза Лоб, Ivy и Copeland . В 2005 году, Jars of Clay вернулись к рождественской классике, исполнив песню «It Came Upon a Midnight Clear» в сборнике Come Let Us Adore Him: A Christmas Worship Experience.
В 2007 году, когда закончился контракт с Sony BMG, группа приступила к записи Christmas Songs, выбрав для этого проекта ряд признанных и хорошо известных рождественских песен, несколько менее известных и несколько оригинальных композиций. Альбом был записан с помощью однократных сессий — такой метод записи группа использовала лишь однажды, в предыдущем студийном альбоме Good Monsters. Такой метод записи означал, что большая часть времени, потраченного на работу над альбомом, ушла на предварительную подготовку, аранжировку песен и их репетицию перед тем, как войти в студию для их записи.

## Отзывы
| Оценки критиков     | Оценки критиков |
| Источник            | Оценка          |
| ------------------- | --------------- |
| AllMusic            | [ 5 ]           |
| Christianity Today  | [ 6 ]           |
| Cross Rhythms       | [ 7 ]           |
| Jesus Freak Hideout | [ 1 ]           |
| Paste               | [ 8 ]           |

Альбом получил положительные отзывы музыкальных критиков и интернет-изданий.
В Cross Rhythms отметили, что «Этот 14-трековый альбом от хитмейкеров из CCM — выстрел в руку застоявшемуся жанру рождественской музыки. В этом альбоме группа сделала две вещи: во-первых, взяла множество хорошо известных и чуть менее известных рождественских песен и освежила их, изменив стилистику или переписав некоторые мелодии. Во-вторых, они добавили несколько собственных рождественских песен. Версия группы „God Rest Ye Merry Gentlemen“ явно выделяется своим мягким, но чистым вокалом и изобретательностью аранжировки. Другие песни, такие как „Wonderful Christmastime“, следуют этому образцу динамических вариаций, внося свой вклад в создание одного из лучших рождественских альбомов».

### Награды и номинации
В 2008 году альбом был номинирован на «Dove Award for Christmas Album of the Year» на 39-й церемонии GMA Dove Awards.

## Список композиций
| №   | Название                             | Авторы                                                                                                 | Длительность |
| --- | ------------------------------------ | --- | ------------ |
| 1.  | «The Gift of St. Cecilia»            | Jars of Clay                                                                                           | 1:23         |
| 2.  | «Wonderful Christmastime»            | Пол Маккартни                                                                                          | 3:37         |
| 3.  | «Love Came Down at Christmas»        | Слова Кристины Джорджины Россетти Музыка Garton, народная ирландская мелодия Аранжировка Jars of Clay  | 3:02         |
| 4.  | «O Little Town of Bethlehem»         | Слова Брукса Филлипса Музыкальная аранжировка Byron Keith и Jars of Clay                               | 4:38         |
| 5.  | «Hibernation Day»                    | Jars of Clay, Jeremy Lutito, Gabe Ruschival                                                            | 2:59         |
| 6.  | «Winter Skin»                        | Jars of Clay                                                                                           | 2:59         |
| 7.  | «Peace Is Here»                      | Jars of Clay                                                                                           | 4:08         |
| 8.  | «God Rest Ye Merry Gentlemen»        | Народная Аранжировка Jars of Clay                                                                      | 3:44         |
| 9.  | «Evergreen»                          | Jars of Clay                                                                                           | 2:45         |
| 10. | «Christmastime Is Here»              | Слова Lee Mendelson Музыка Vince Guaraldi                                                              | 3:20         |
| 11. | «Drummer Boy»                        | Katherine K. Davis, Henry Onorati, Harry Simeone                                                       | 4:34         |
| 12. | «Gabriel's Message»                  | Слова Уильяма Баринг-Гулда Музыка баскская народная Аранжировка Edgar Pettman                          | 2:06         |
| 13. | «In the Bleak Midwinter»             | Слова Кристины Джорджины Россетти и Jars of Clay Музыка Cranham, Gustav Holst Аранжировка Jars of Clay | 4:36         |
| 14. | «I Heard the Bells on Christmas Day» | Слова Генри Уодсворта Лонгфелло Музыка John B. Calkin                                                  | 5:31         |

| №   | Название                              | Авторы       | Длительность |
| --- | ------------------------------------- | ------------ | ------------ |
| 15. | «Peace Is Here» (Акустическая версия) | Jars of Clay | 2:58         |

| №   | Название                                            | Авторы                            | Длительность |
| --- | --------------------------------------------------- | --------------------------------- | ------------ |
| 15. | «God Rest Ye Merry Gentlemen» (Акустическая версия) | Народная Аранжировка Jars of Clay | 3:47         |